# Chrystian (hrabia Rosenborga)
Chrystian, hrabia Rosenborga, właśc. duń. Christian af Rosenberg, urodzony jako Christian Frederik Franz Knud Harald Carl Oluf Gustav Georg Erik of Schleswig-Holstein-Sonderburg-Glücksburg, książę Danii (ur. 22 października 1942 w Kopenhadze, zm. 21 maja 2013) – syn księcia Knuta (1900–1976) i jego żony księżniczki Karoliny-Matyldy (1912–1995).
Ojciec Christiana, Knut, był młodszym synem króla Christiana X (1870–1947) i królowej Aleksandry (1879–1952). Starszy brat Knuta miał trzy córki, więc Knut do roku 1953 był następca tronu Danii, który ostatecznie przypadł jednak najstarszej bratanicy Knuta, Małgorzacie. Chrystian w roku 1971 zrezygnował z tytułu i praw do tronu i 27 lutego 1971 ożenił się z Anne Dorte Maltoft-Nielsen (ur. 3 października 1947, w Kopenhadze).
Christian i Anne Dorte doczekali się 3 córek, i 7 wnucząt:
- Josephine Caroline Elisabeth af Rosenborg (ur. 29 października 1972, w Frederikssund), 3 października 1998 w Lyngby poślubiła Thomasa Christiana Schmidta (ur. 22 kwietnia 1970, w Kopenhadze). Mają dwoje dzieci:
  - Julius Christian Emil Schmidt af Rosenborg (ur. 1 grudnia 2001, w Kopenhadze)
  - Clara Dorothe Elisabeth Schmidt af Rosenborg (ur. 26 listopada 2004, w Kopenhadze)
- Camilla/Camille Alexandrine Cristine af Rosenborg (ur. 29 października 1972, we Frederikssund), 18 maja 1995 w Søllerød poślubiła Mikaela Rosanesa (ur. 8 lutego 1952 r.). Mają czworo dzieci:
  - Anastasia Caroline Amalie Rosanes af Rosenborg (ur. 24 listopada 1997, r. w Gentofte)
  - Ludwig Christian Mikael Rosanes af Rosenborg (ur. 5 czerwca 2000, w Sønderbor. rg Sygehus)
  - Leopold Christian Ingolf Rosanes af Rosenborg (ur. 15 kwietnia 2005, w Gentofte)
  - Theodor Christian Emanuel Rosanes af Rosenborg (ur. 19 czerwca 2008)
- Feodora Mathilde Helena af Rosenborg (ur. 27 lutego 1975, we Frederikssund). Pierwszym mężem Feodory był Eric Hervé Patrice Patte (ur. 20 sierpnia 1976, w Pont-à-Mousson), którego poślubiła 31 lipca 2004 w kopenhaskim Holmens Kirke. Para rozwiodła się w 2005, a 9 września 2008 Feodora wyszła za mąż za Mortena Rønnowa. Para ma jedną córkę:
  - Caroline-Mathilde Margrethe Rønnow (ur. 1 lutego 2009, w Kopenhadze), która została nazwana po Caroline-Mathilde' (swojej prababci) i Margrethe (swojej stryjecznej babci, królowej Danii Małgorzacie II).

W 1963 roku został odznaczony Orderem Słonia, w 1970 roku Medalem Wspomnieniowym Chrystiana X, w 1999 roku Medalem Wspomnieniowym Fryderyka IX, w 2000 roku Medalem Wspomnieniowym Królowej Ingrid, a także Odznaką Honorową za Dobrą Służbę w Marynarce.